# Rakovac (Beočin)
Rakovac (serbisch-kyrillisch Раковац) ist ein Dorf mit etwa 2250 Einwohnern in der Opština Beočin, Serbien.